# Clovia rotundata
Clovia rotundata är en insektsart som beskrevs av Victor Lallemand 1940. Clovia rotundata ingår i släktet Clovia och familjen spottstritar. Inga underarter finns listade i Catalogue of Life.